# Euglossa rufipes
Euglossa rufipes är en biart som beskrevs av Pamela C. Rasmussen och Skov 2006. Euglossa rufipes ingår i släktet Euglossa, tribus orkidébin, och familjen långtungebin. Inga underarter finns listade.